# Acquaro
Acquaro (Accuàru in calabrese) è un comune italiano di 1 790 abitanti della provincia di Vibo Valentia in Calabria.
Il comune, che comprende le frazioni Limpidi, Piani e Fellari, faceva parte della Comunità Montana dell'Alto Mesima insieme ai comuni di Arena, Dasà, Dinami, Gerocarne, Joppolo, Pizzoni, Sorianello, Soriano Calabro e Vazzano.

## Geografia fisica
Il centro abitato è attraversato dal fiume Amello, affluente del fiume Mesima, che divide il paese in due: zona vecchia e zona nuova.

## Storia

### Simboli
Lo stemma comunale e il gonfalone sono stati concessi con decreto del presidente della Repubblica del 24 marzo 1994.
Il gonfalone è un drappo troncato di azzurro e di bianco.

## Monumenti e luoghi d'interesse

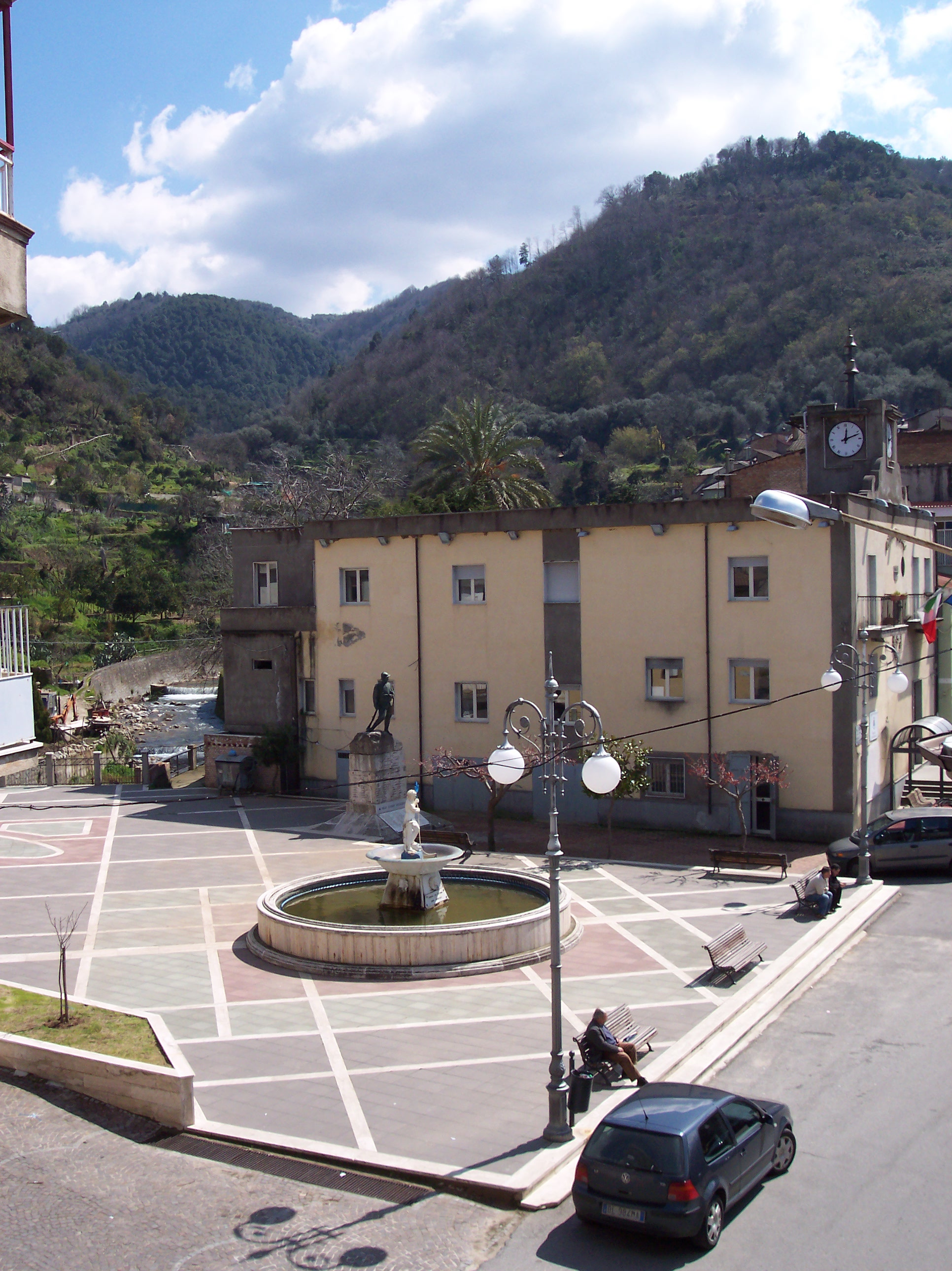
La piazza principale con la fontana del Nettuno

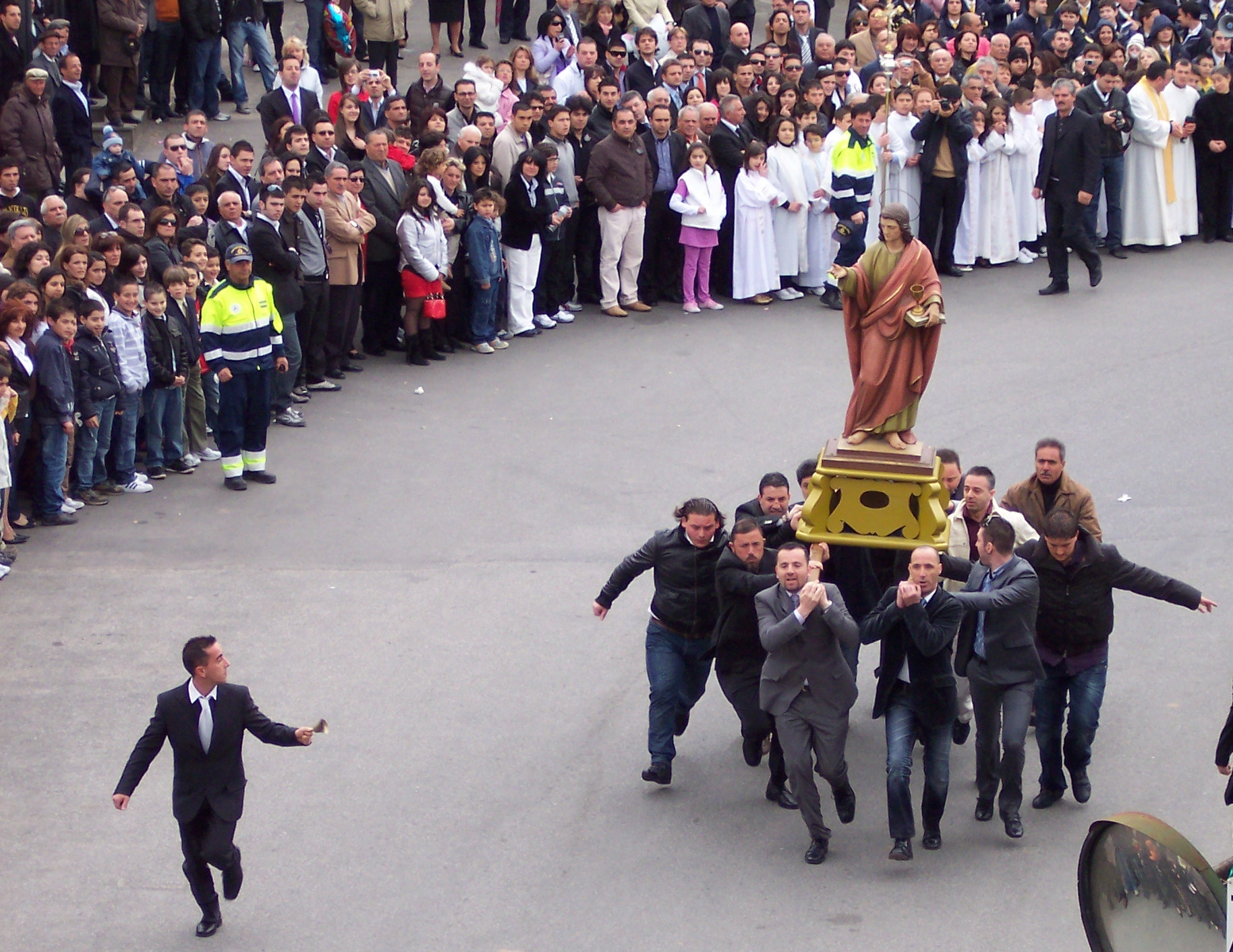
La statua di san Giovanni durante l'affruntata

È caratterizzato da alcuni posti di suggestiva bellezza naturalistica, tra cui la località Speranza, attrezzata per trascorrere dei pic-nic all'ombra di alti pini ed abeti. Come il nome stesso dice, il territorio acquarese è ricco di sorgenti di acque oligo-minerali, soprattutto nelle località Fellari e Limpidi.

## Società

### Evoluzione demografica
Abitanti censiti

## Cultura

### Televisione
Originario di Acquaro è Domenico Nesci, già concorrente nel reality show A shot at love, protagonista di un altro reality show dal titolo That's Amore. Entrambi i programmi, prodotti e realizzati negli Stati Uniti, sono stati riproposti in Italia da MTV. Curioso quanto inspiegabile è il fatto che Domenico durante il primo programma abbia dichiarato di essere originario di Milano e che durante le riprese di That's Amore egli abbia cercato di far passare il suo piccolo paese d'origine come un piccolo borgo nel nord Italia.
Ad Acquaro è stata girata una puntata del Programma di MTV That's Amore, in cui Domenico Nesci presentava le due finaliste del reality alla famiglia.
Originario della frazione Limpidi è anche l'attore Nazzareno Natale.

## Infrastrutture e trasporti
Il comune è interessato dalle seguenti direttrici stradali:

## Amministrazione
| Periodo           | Periodo           | Primo cittadino       | Partito                           | Carica  | Note |
| ----------------- | ----------------- | --------------------- | --------------------------------- | ------- | ---- |
| 23 aprile 1995    | 13 giugno 1999    | Luigino Colaci        | lista civica Indipendente         | sindaco |      |
| 13 giugno 1999    | 13 giugno 2004    | Saverio Felice Viola  | lista civica di centro            | sindaco |      |
| 13 giugno 2004    | 14 aprile 2008    | Mario Crupi           | lista civica                      | sindaco |      |
| 14 aprile 2008    | 29 marzo 2010     | Domenico Scaramozzino | lista civica                      | sindaco |      |
| 29 marzo 2010     | 31 maggio 2015    | Giuseppe Barilaro     | lista civica                      | sindaco |      |
| 31 maggio 2015    | 21 settembre 2020 | Giuseppe Barilaro     | lista civica "Liberi per Acquaro" | sindaco |      |
| 21 settembre 2020 | in carica         | Giuseppe Barilaro     | lista civica "Liberi per Acquaro" | sindaco |      |